# Albert Lutuli
Albert John Lutuli (født 1898, død 21. juli 1967) var en sydafrikansk lærer, politiker og zuluhøvding. 
Han var leder for ANC mellem 1950 og 1958. Han vandt Nobels Fredspris i 1960 for sin kamp mod apartheid-regimet.